# Temple of the Absurd
Temple of the Absurd est un groupe de thrash metal allemand, originaire de Hambourg. Il est formé en 1993 par Sabina Classen, et dissout en 2000.

## Biographie
Temple of the Absurd est formé en 1993 par Sabina Classen avec le guitariste Thomas Schröder dit Schrödey. Ils sont bientôt rejoints par le bassiste Robert « Ozzy » Frese, le guitariste Phil Vogelbein ainsi que le batteur Mike Rech. Il enregistre une première demo au Stage One Studio. Dans la même année, il joue au Dynamo Open Air. En 1995, sort le premier album Absurd, d'abord autoproduit puis au label Warner Music Group. En 1997, Mike Rech quitte le groupe pour des raisons de santé, puis Robert Frese et Phil Vogelbein. Avec le bassists Maurer et le batteur Markus « Big M. » Corby, sort en 1999 Mother, Creator, God. 
En 2000, le groupe se dissout après un accident de Sabina Classen et le retour du groupe Holy Moses. Lors d'un entretien effectué en 2012, Classen déclare concernant Temple of the Absurd : « J'ai passé du très bon temps au sein de Temple of the Absurd et j'ai beaucoup appris dans ma vie. C'était une période vraiment rock’n’roll, et ça le restera dans mon cœur et dans mon esprit. Je ne sais pas encore si nous rééditerons nos albums. »

## Discographie
- 1993 : Temple of the Absurd (démo)
- 1995 : Absurd (album)
- 1999 : Mother, Creator, God (album)